# 唐苟
唐苟（？—前575年），中國春秋时代郑国将领。公元前575年春，历史上著名的战役鄢陵之战爆发。郑国将领石首驾御郑成公的战车，唐苟作为车右正在后撤，而晋国的将领韩厥、郤至此时正驾战车追赶他们。紧急关头，唐苟对石首说：“你带着国君赶快逃走，我留下来与晋军拼搏。”唐苟因此而战死。